# Campeonato Europeo de Gimnasia Rítmica de 2009

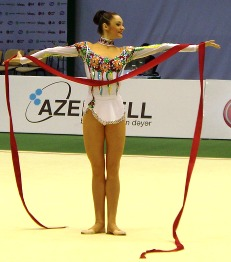
Anna Bessonova (Ucrania) Campeonato Europeo de Bakú 2009

El XXV Campeonato Europeo de Gimnasia Rítmica se celebró en Bakú (Azerbaiyán) entre el 15 y el 17 de mayo de 2009 bajo la organización de la Unión Europea de Gimnasia (UEG) y la Federación Azerbaiyana de Gimnasia.
Las competiciones se realizaron en el Complejo Deportivo y de Conciertos Heydər Əliyev de la capital azerbaiyana.

## Países participantes
Participaron en total 73 gimnastas de 31 federaciones nacionales afiliadas a la UEG.
| - Austria (3) - Azerbaiyán (3) - Bélgica (1) - Bielorrusia (3) - Bulgaria (3) - Chipre (3) - Croacia (1) - Eslovaquia (3) | - Eslovenia (2) - Estonia (2) - España (2) - Finlandia (2) - Francia (1) - Georgia (3) - Grecia (3) - Hungría (2) | - Israel (3) - Italia (3) - Letonia (2) - Lituania (3) - Moldavia (2) - Noruega (3) - Polonia (2) - Portugal (2) | - Reino Unido (3) - República Checa (1) - Rumania (2) - Rusia (3) - Suecia (1) - Turquía (3) - Ucrania (3) |

## Resultados
| Evento                                | Oro                               | Plata                             | Bronce                            |
| ------------------------------------- | --------------------------------- | --------------------------------- | --------------------------------- |
| Cuerda (17.05)                        | Evgenia Kanayeva · Rusia · 28,850 | Vera Sesina · Rusia · 28,150      | Anna Bessonova · Ucrania · 27,625 |
| Pelota (17.05)                        | Evgenia Kanayeva · Rusia · 29,050 | Anna Bessonova · Ucrania · 278,00 | Anna Gurbanova Azerbaiyán 27,850  |
| Cinta (17.05)                         | Evgenia Kanayeva · Rusia · 28,425 | Vera Sesina · Rusia · 28,050      | Anna Bessonova · Ucrania · 27,575 |
| Aro (17.05)                           | Evgenia Kanayeva · Rusia · 28,875 | Vera Sesina · Rusia · 27,950      | Anna Bessonova · Ucrania · 27,650 |
| Concurso completo por equipos (16.05) | Rusia · 224,325                   | Azerbaiyán 212,850                | Ucrania · 209,700                 |

## Medallero
| Núm. | País       | Oro | Plata | Bronce | Total |
| ---- | ---------- | --- | ----- | ------ | ----- |
| 1    | Rusia      | 5   | 3     | 0      | 8     |
| 2    | Ucrania    | 0   | 1     | 4      | 5     |
| 3    | Azerbaiyán | 0   | 1     | 1      | 2     |
|      | TOTAL      | 5   | 5     | 5      | 15    |